# Parepione epinephela
Parepione epinephela là một loài bướm đêm trong họ Geometridae.